# Семільйон

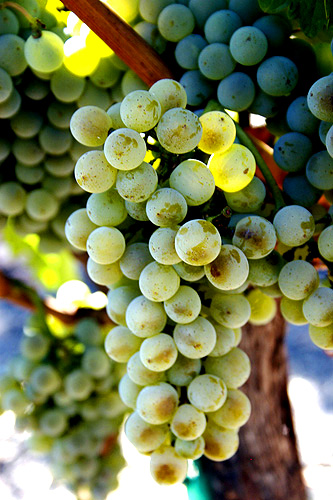

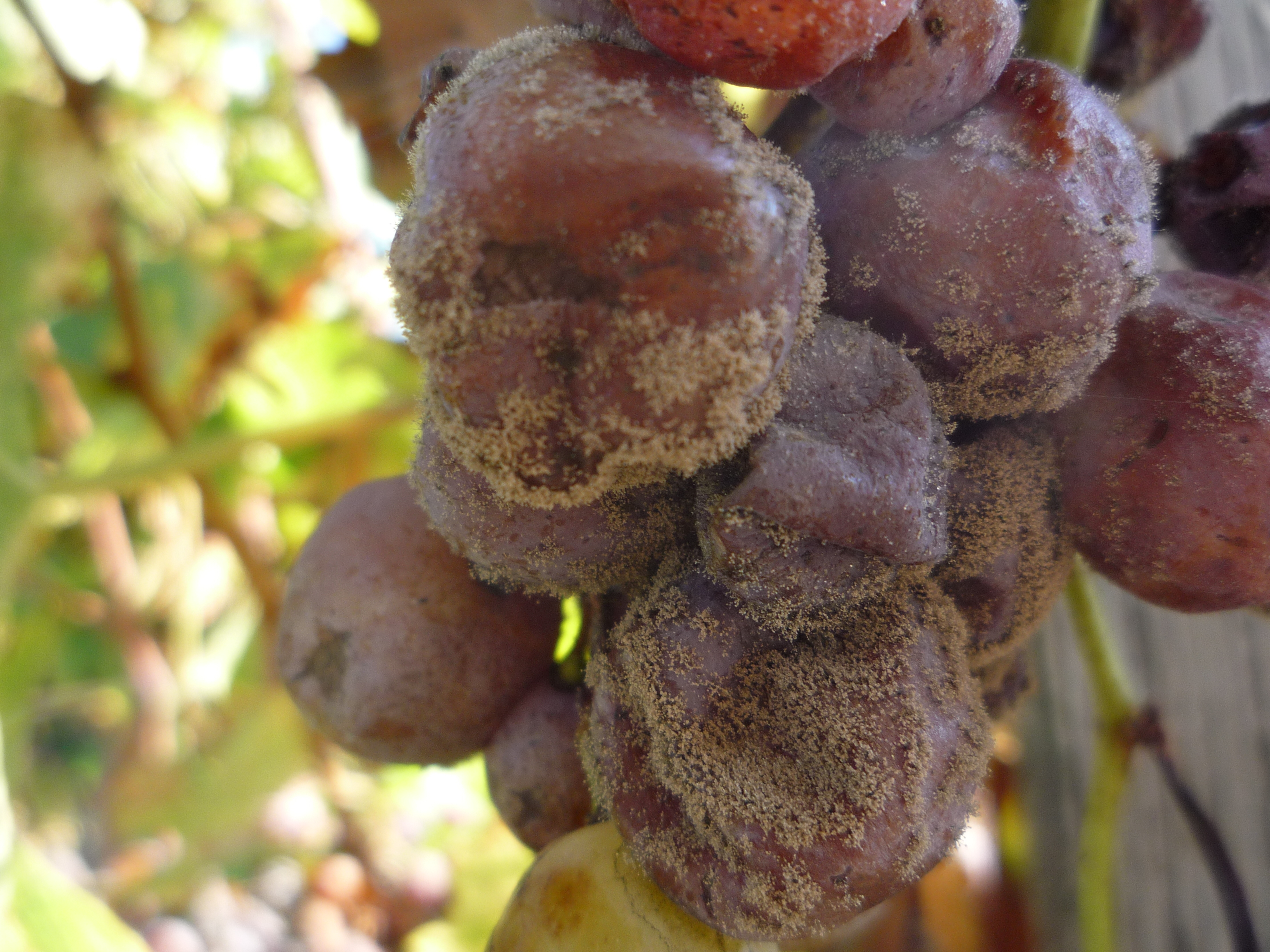
Ягоди семільйон уражені благородною пліснявою

Семільйо́н або семійо́н (фр. Sémillon) — технічний (винний) сорт винограду, використовуваний для виробництва білих вин.

## Характеристики сорту
За морфологічними ознаками належить до еколого-географічної групи західноєвропейських сортів винограду. 
Семільйон стійкий до осипання квітів під час цвітіння, володіє високою врожайністю (до 100 ц/га).
Листя середні, з сильно відігнутими донизу краями лопатей, зверху світло-зелені, п'ятилопатеві, а знизу зі слабким опушенням. Квітка двостатева. Ягоди круглі, жовті з нальотом кутину, з дрібними бурими крапками. У ягід тонка шкірка. Виноград середньо-пізнього періоду дозрівання.
Сорт середнього ступеня стійкості до таких захворювань, як мільдью, сіра гниль, оїдіум. Істотний недолік сорту — слабка морозостійкість.

## Ареал культивування
Семільйон — основний сорт білого винограду в регіоні Бордо. Вирощується і навколо нього, на берегах річки Дордонь. Окрім Франції культивується у Південній Африці, Австралії, Північній і Південній Америці, Україні. Цей сорт винограду був привезений в Крим в XVIII столітті. Він росте в Алуштинській долині в околицях Чатир-Дагу.

## Виноробство
Семільйон зазвичай використовується для виробництва купажних вин, зазвичай у поєднанні з Совіньйон Блан. Високоякісні сухі вина виробляють з цього сорту у Бордо та в Австралії, у долині Хантер. Австралійські сухі вина завдяки умовам вирощування сорту мають гарний потенціал для витримки. Крім сухих вин у Бордо виробляють своєрідне десертне вино, сотерн — з ягід винограду, уражених благородною пліснявою. Це вишукане ароматне вино, яке має потенціал для витримки протягом десятиріч. 
Виноробний комбінат «Масандра» виготовляє вино «Семільйон Алушта», використовуючи виноград, який досяг вмісту цукру 18-22 %. Характеристики вина: спирт — 10-13 %, цукор — 0,2-0,3 г/100 см³, титрована кислотність — 5-7 г/дм³. Колір солом'яний; букет витончений, характерний для винограду даного сорту. Вино витримують півтора року при температурі 14°C.